# Kaimberg
Kaimberg ist seit dem 1. Juli 1950 ein Stadtteil der Stadt Gera in Thüringen.

## Geographie
Kaimberg liegt im Gessental im südöstlichen Stadtgebiet von Gera an der Grenze zu Kauern (Verwaltungsgemeinschaft Ländereck) im Landkreis Greiz.

## Geologie
Kaimberg befindet sich auf dem jüngsten Teil der Zechsteinablagerungen aus der Zeit, als die Region vor 255 Millionen Jahren den Rand des Zechsteinmeeres auf dem ungeteilten Urkontinent Pangaea bildete. In der Kaimberger Formation findet sich der sogenannte Kulmschiefer, der sich über Gera-Collis bis östlich von Gera-Thränitz ausdehnt.

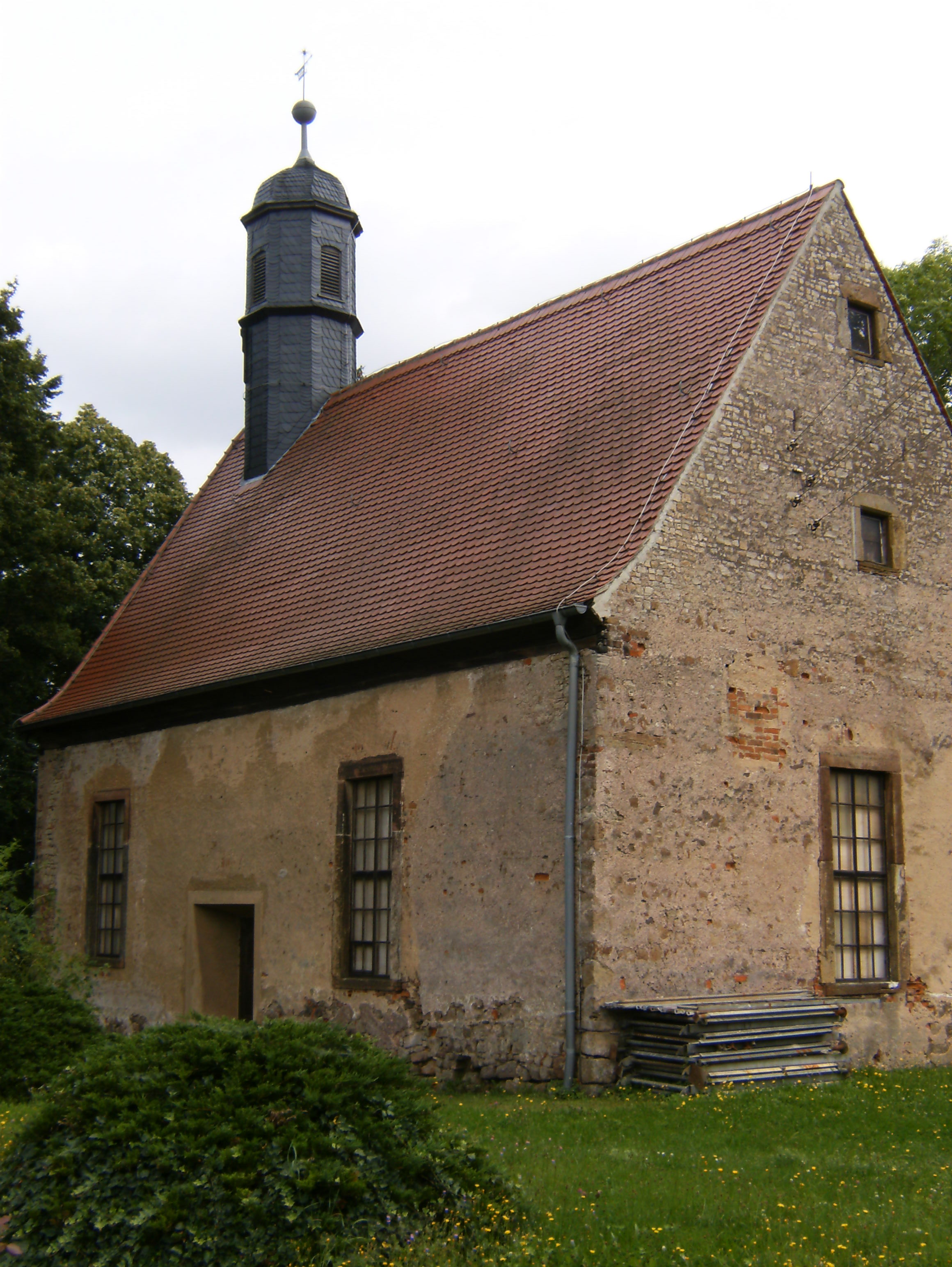
Kirche zu Kaimberg

## Geschichte
Kaimberg wurde vermutlich in der sorbischen Besiedlungszeit gegründet. Die ältesten bekannten urkundlichen Erwähnungen des alten Rittersitzes Kaimberg lauten 1333 Kaime, 1362 czu Keym, 1387 czu Kayn. Die deutsche Endung -berg ist weit jüngeren Datums; 1533 wird es als Keinperg beurkundet. Der Ortsname leitet sich von kamen ‚Stein‘ her, das -i-/-y- war wahrscheinlich – ähnlich wie bei den nahen Orten Paitzdorf und Raitzhain – ursprünglich ein Dehnungszeichen. Als Kern der Ansiedlung kann das Rittergut angenommen werden, das den größten Teil der Gemarkung umfasste.
Die Filialkirche Kaimberg gehört seit dem 12. Jahrhundert zum Kirchspiel Thränitz-Kaimberg-Collis-Zschippern, wobei jeder dieser Orte einer anderen Landesherrschaft zugehörig war. Die drei Dörfer phorte (Pforten), kols (Collis) und keime (Kaimberg) fallen 1328 dem Geraer Vogt zu. Ursprünglicher Hauptort war Pforten, um 1500 wird dies Kaimberg, damit bekommen die Herren von Kaimberg auch die Gerichtsbarkeit über die umliegenden Dörfer (bis 1850 bzw. 1852). Es existieren noch die Prozessakten über den Mord an der Schäfersgattin Kraft von Kaimberg, die 1748 von ihrem Ehemann erst blutig erschlagen und dann erdrosselt wurde. Nach dem Urteil wurde auf Befehl des Gerichtsherrn auch die alte Schäferei von Kaimberg als Stätte der grausamen Bluttat abgerissen.
Der ehemals hoch über dem Ort gelegene stattliche Rittersitz der Herren von Kaimberg, welche bis 1852 im Ort ansässig waren, wurde durch einen späteren Besitzer, einen Kommerzienrat Schmidt aus Altenburg, abgebrochen und durch einen Neubau ersetzt. Eine genaue Beschreibung des ehemaligen Rittergutes findet sich im Kauf- und Grundanschlag über das Rittergut Kaimberg von 1741. Bereits im 16. Jahrhundert ist ein Brauhaus nachgewiesen, ebenso Weinbau und eine Ziegelei.
Von 1946 bis 1949 war das enteignete Rittergut Umsiedlerwohnheim, auf dem Gutsgelände wurden auch Neubauernstellen errichtet. Von 1949 bis 1970 wurde es als Diätsanatorium Gera-Kaimberg (mit 70 Plätzen) genutzt, danach beherbergte es bis 1990 die Bezirksakademie für Gesundheits- und Sozialwesen.
Zuständiger Schulort war in früherer Zeit das bereits im sächsischen gelegene Thränitz. Da die dortige Schule mit den Jahren zu klein wurde, wurde in Kaimberg ein eigenes Schulhaus errichtet und zu Ostern 1871 seiner Bestimmung übergeben. Heute befindet sich hier eine Berufsschule für Gesundheitsberufe.
Am 1. Juli 1950 wurde Kaimberg nach Gera eingemeindet.

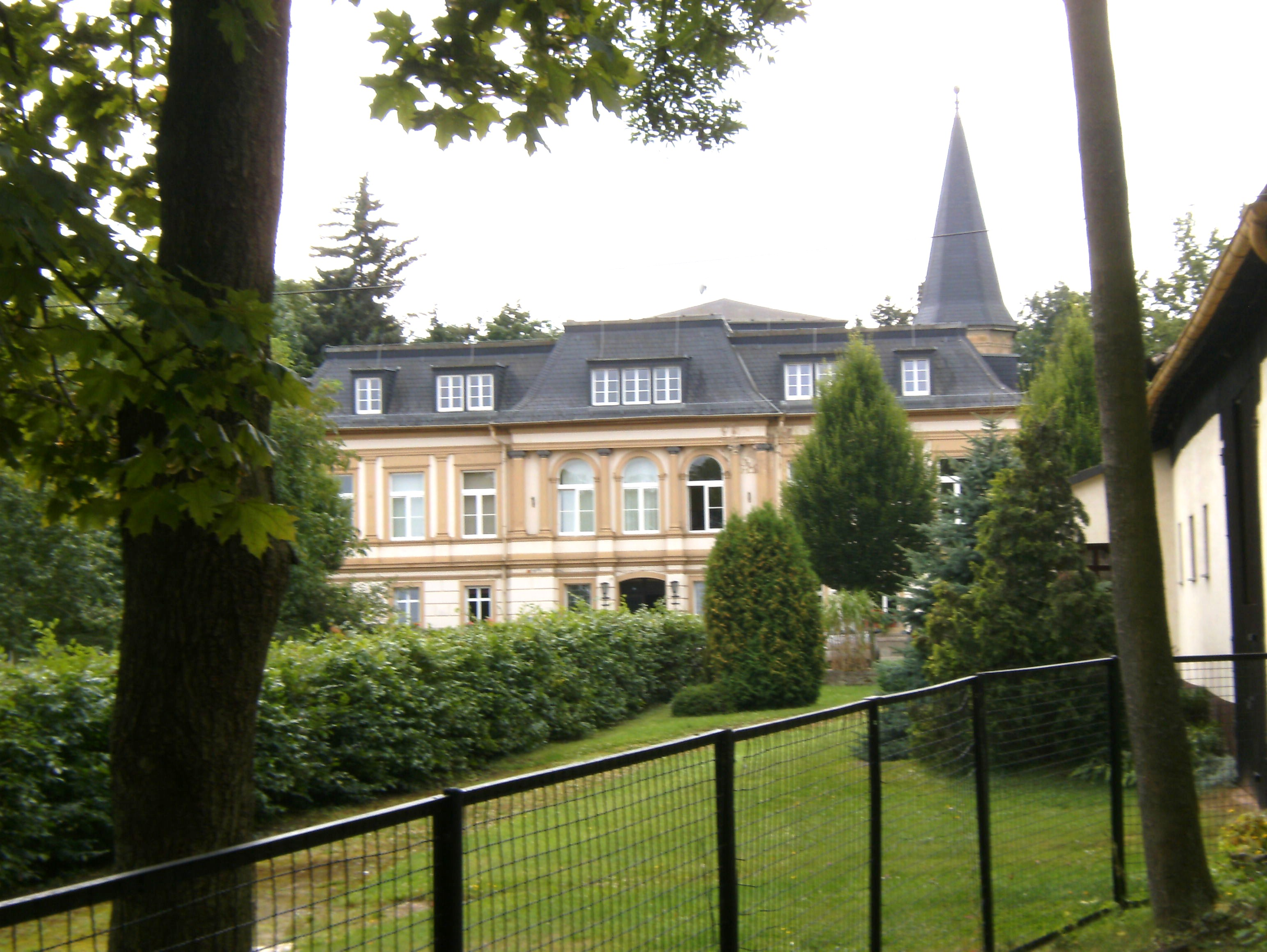
Das ehemalige Herrenhaus

## Sehenswürdigkeiten
Die ursprünglich spätgotische Kirche Kaimberg aus dem 15. Jahrhundert, inmitten des früheren Gutsparks und des Friedhofs, wurde 1753 umgestaltet und um einen freistehenden Kanzelbau ergänzt. Die Glocken datieren auf die Jahre 1501 und 1620.
Die heutige schlossähnliche Bausubstanz des Ritterguts Kaimberg stammt vom Ende des 19. Jahrhunderts.
Der Alte Tanzsaal wurde Ende des 19. Jahrhunderts errichtet und diente zunächst als Veranstaltungssaal oder Dorfgemeinschaftshaus mit Gaststätte und Bühnenanbau, später auch als Turnhalle. Bis 1994 befand sich dort eine Sattlerei. Nach aufwendiger Sanierung befindet sich dort seit dem 3. Mai 1996 der erste Swingerclub Thüringens.

## Politik
Kaimberg hat keine Ortsteilverfassung, somit auch keinen Ortsteilrat und keinen Ortsteilbürgermeister.

## Entwicklung der Einwohnerzahl
| Jahr      | 1817 | 1864 | 1939 | 2006 | 2013 |
| Einwohner | 158  | 279  | 398  | 275  | 322  |

## Verkehr
- Kaimberg ist von der Süd-Ost-Tangente aus über Collis erreichbar.
- Der Haltepunkt Gera-Gessental (ehemals Gera-Kaimberg) an der Bahnstrecke Gößnitz–Gera liegt beim Ort Collis auf Kaimberger Ortsgebiet und ist ca. 1 km vom Ort entfernt. Seit dem Fahrplanwechsel zum 11. Dezember 2011 wird der Halt jedoch nicht mehr bedient.
- Über die Buslinie 18 der GVB besteht Anschluss zur Straßenbahn im Stadtteil Zwötzen.

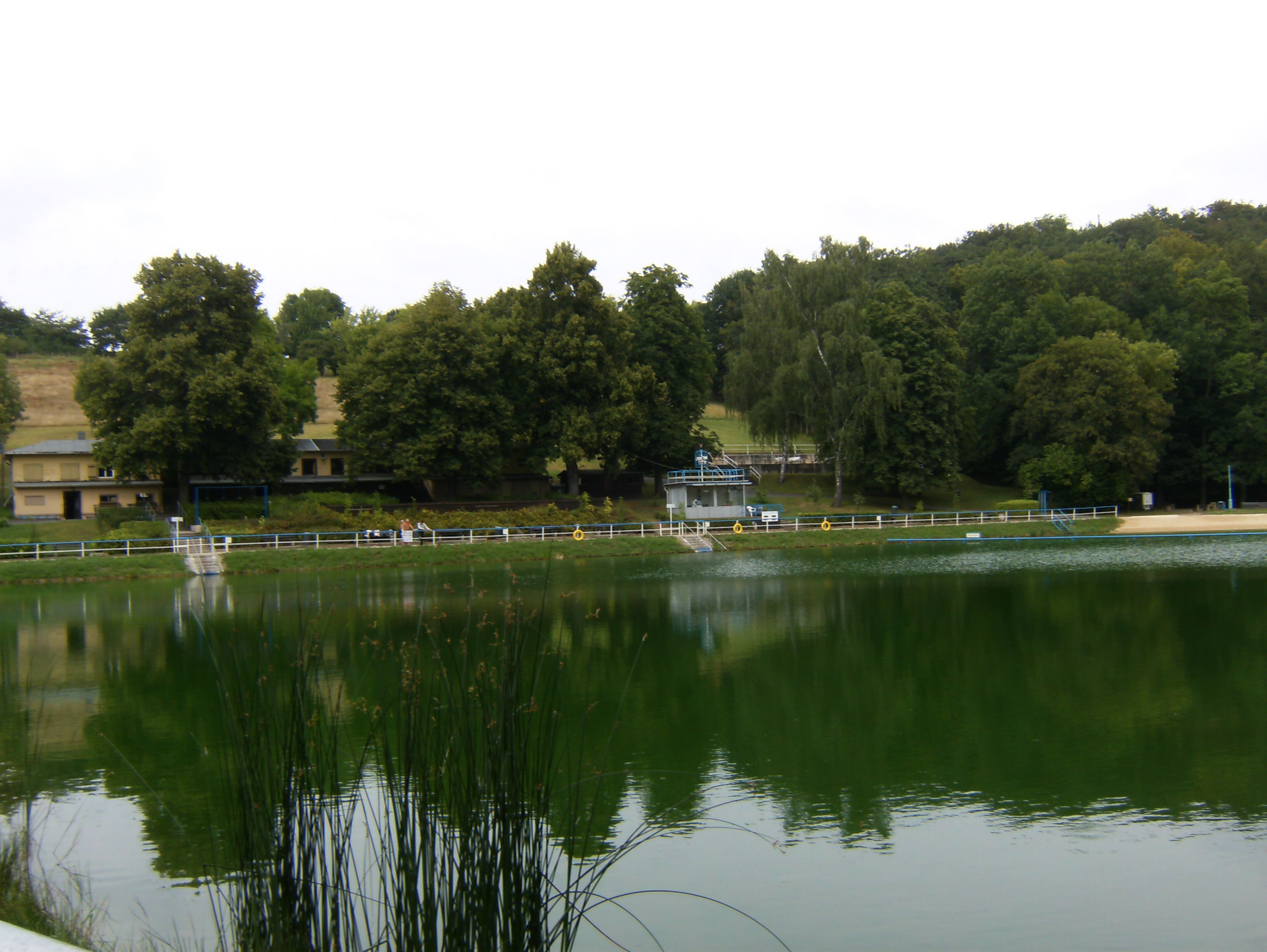
Naturbad Kaimberg

## Sport
Am 21. Mai 1936 wurde das Strandbad Kaimberg eröffnet; es wurde in den sechziger Jahren um- und ausgebaut.

## Bildung
Im ehemaligen Rittergut Kaimberg ist das Bildungswerk für Gesundheits- und Sozialberufe gGmbH als staatlich anerkannte berufsbildende Schule angesiedelt.
Die nächstgelegene Kindereinrichtung ist die Kindertagesstätte Zwötzener Spatzennest.
Die zuständige Grundschule ist die Staatliche Grundschule Zwötzener Schule und die nächstgelegene Regelschule ist die Staatliche Regelschule Ostschule, Gera-Ostviertel.